# Dolichoneura innotata
Dolichoneura innotata là một loài bướm đêm trong họ Geometridae.